# Melanthera robusta
Melanthera robusta là một loài thực vật có hoa trong họ Cúc. Loài này được (Makino) K. Ohashi & H. Ohashi mô tả khoa học đầu tiên năm 2010.